# Пятая авеню — 59-я улица (линия Бродвея, Би-эм-ти)
|   |   |   |   |
| · | · | · | · |

|   |   |   |   |
| · | · | · | · |

«Пятая авеню — 59-я улица» (англ. Fifth Avenue/59th Street) — станция Нью-Йоркского метрополитена, расположенная на линии Бродвея, Би-эм-ти. Станция находится в Манхэттене, в округе Мидтаун, на пересечении Пятой авеню с 59-й улицей. На станции останавливаются маршруты: N (круглосуточно), R (круглосуточно, кроме ночи) и W (в будни днём и вечером до 23:00).
Станция представлена двумя путями и двумя боковыми платформами. Отделана в желтых тонах. Название станции представлено как в виде стандартных чёрных табличек с белой надписью на колоннах, так и мозаикой на стенах. Станция реконструировалась два раза — в конце 1970-х годов и в 2002 году. В ходе последней на станции заменили платформы и освещение, тем не менее лифты на станции добавлены не были.
Станция имеет два выхода. Основной и открытый всё время находится с восточного конца станции. Лестницы с платформ ведут в мезонин, где расположен турникетный зал. Этот выход приводит к перекрестку Пятой авеню с 59-й улицей. Второй выход приводит к Центральному парку. Выход существует, но все информационные стенды, показывающие его местоположение, были убраны в 2003 году.

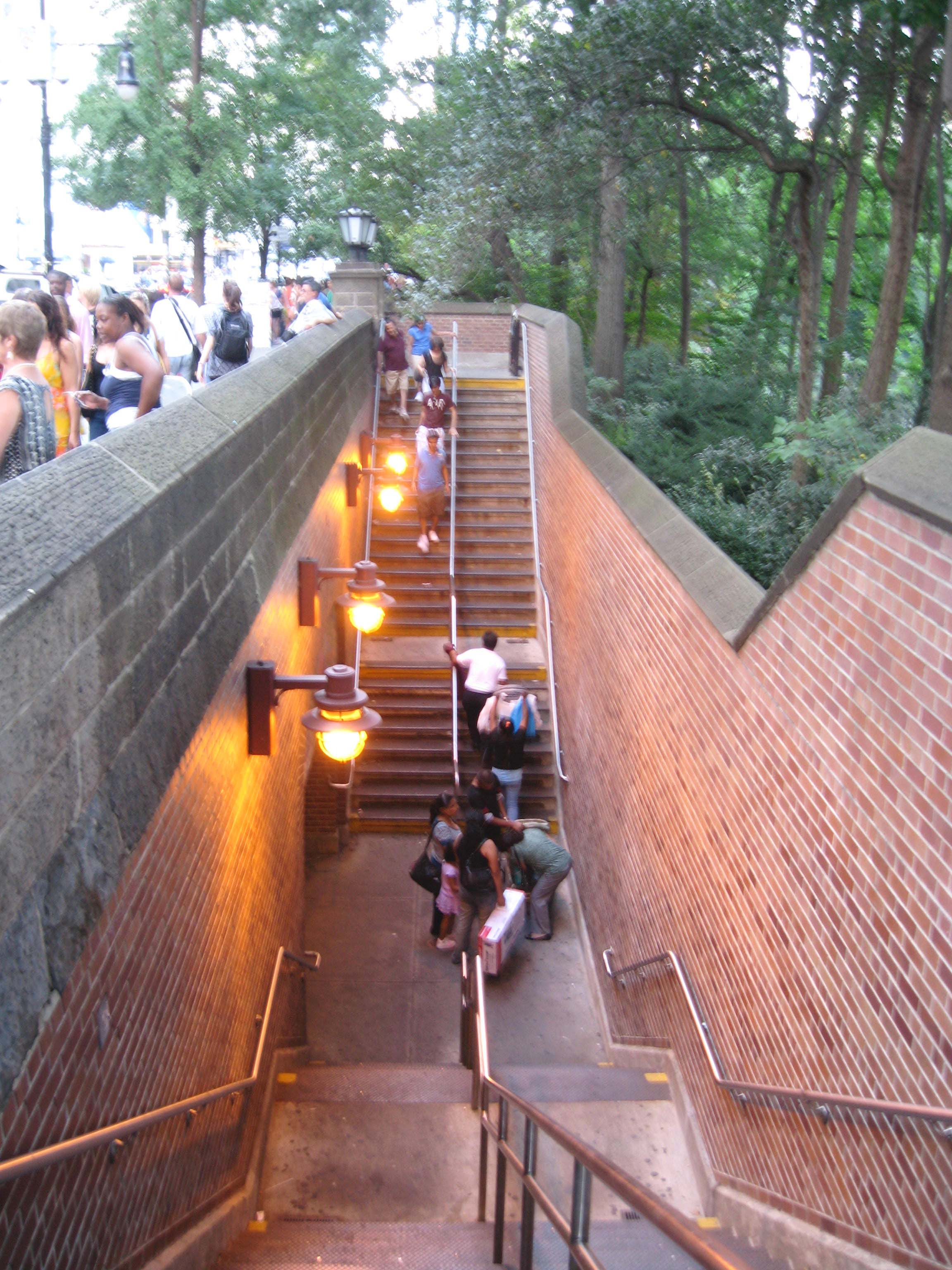
Выход к Центральному парку
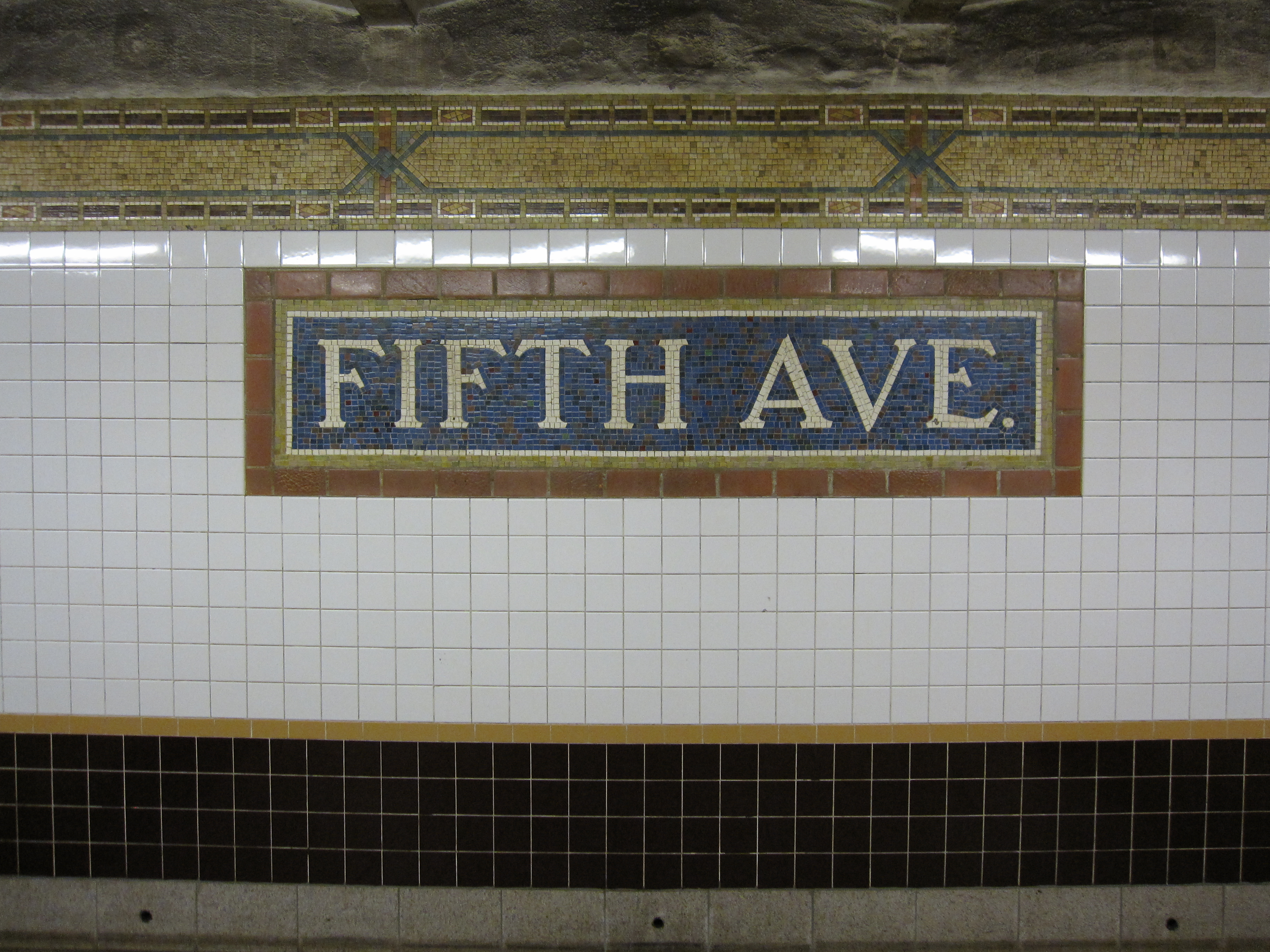
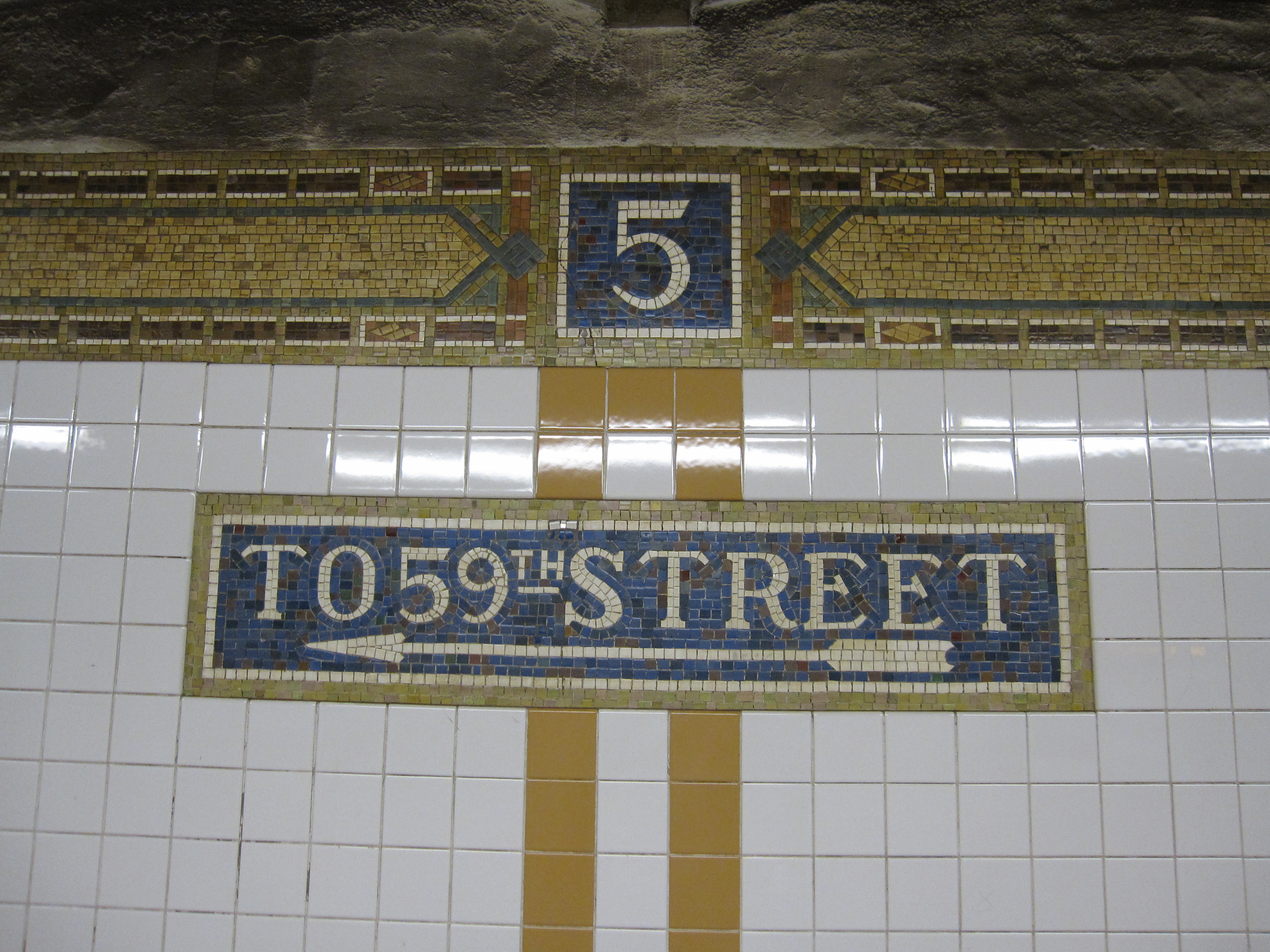